# Shadow of the Moon
Shadow of the Moon er Blackmore's Nights debutalbum, der blev udgivet 2. juni 1997 i Tyskland. Det forblev på de tyske hitlister i 17 uger. Det fik en guldcertificering i Japan for 100.000 albums, der blev sendt til landets musikbutikker.

## Spor
1. "Shadow of the Moon" (Ritchie Blackmore/Candice Night) – 5:06
2. "The Clock Ticks On" (Blackmore/Night/traditionel af Tielman Susato) – 5:15
3. "Be Mine Tonight" (Blackmore/Night) – 2:51
4. "Play Minstrel Play" (Blackmore/Night/traditionel af Pierre Attaingnant) – 3:59
5. "Ocean Gypsy"[4] (Michael Dunford, Betty Thatcher) – 6:06
6. "Minstrel Hall" (Blackmore) Instrumental – 2:36
7. "Magical World" (Blackmore/Night/traditionel af Pierre Attaingnant) – 4:02
8. "Writing on the Wall" (Blackmore/Night/traditionel af Pyotr Ilyich Tchaikovsky) – 4:35
9. "Renaissance Faire" (Blackmore/Night/traditionel af Tielman Susato) – 4:16
10. "Memmingen" (Blackmore) Instrumental – 1:05
11. "No Second Chance" (Blackmore/Night) – 5:39
12. "Mond Tanz" (Blackmore) Instrumental – 3:33 [Mondtanz being German for "Moon Dance"]
13. "Spirit of the Sea" (Blackmore/Night) – 4:50
14. "Greensleeves" (traditionel) – 3:47
15. "Wish You Were Here" (Leskelä Teijo; Rednex cover) – 5:02

### Bonustrack
1. "Possum's Last Dance" (Blackmore) Instrumental (kun på US-udgave) – 2:42

## Personel
- Ritchie Blackmore – elektrisk guitar, akustisk guitar, bas, mandolin, trommer, tamburin
- Candice Night – Forsanger, baggrundsvokal
- Pat Regan – keyboard
- Gerald Flashman – trompet, fransk horn
- Tom Brown – cello
- Lady Green – Bratsch, violins

### Gæsteoptrædener
- Ian Anderson – fløjte på "Play, Minstrel, Play"
- Scott Hazell – baggrundsvokal på "Play, Minstrel, Play"